# Burețești
Burețești – wieś w Rumunii, w okręgu Ardżesz, w gminie Vedea. W 2011 roku liczyła 143 mieszkańców.